# Ivan Zapolja
Ivan I. Zapolja (madžarsko: Zápolya János ali Szapolyai János), transilvanski vojvoda in knez, od leta 1528 do 1540 tudi kralj južnega dela Ogrske, ki ga je zasedlo Osmansko cesarstvo, * 2. februar 1487, Szepesvár, Ogrsko kraljestvo, (sedaj Spišski hrad, Slovaška), 22. julij 1540, Szászsebes, Transilvanija, (sedaj Sebeș Romunija). 
Oče Ištvan Zapolja je bil ogrski plemič srednjega stanu, mati pa je bila iz plemiške družine Hedvig.

## Vzpon na prestol
Od leta 1505 je bil vodja ogrskih plemičev, ki so se borili proti kakršnemu koli tujemu vplivu in za povratek kralja ogrskega porekla. Leta 1511 je postal erdelijski (transilvanski) vojvoda. Njegova glavna naloga je bila zadušitev kmečkega upora, ki ga je vodil György Dózsa. Leta 1514 je pri Temišvaru porazil uporne kmete in zatrl upor, vodje upora pa je mučil in zatem usmrtil. 
V naslednjih letih, v katerih je bila Ogrska pod oblastjo Jageloncev, je izkoristil slabosti vladajočega razreda in kaos, ki je vladal v državi in okrepil svoj vpliv, moč in bogastvo. Ko je osmanski sultan Sulejman I. Veličastni leta 1526 napadel Ogrsko, se je Zapolja s svojo vojsko odpravil proti Mohaču, da bi sodeloval v obrambi države, vendar iz nikoli pojasnjenih vzrokov ni prišel pravočasno na bojišče.
Eden od vzrokov za njegovo zamudo bi lahko bili slabi odnosi in stalni spori s Habsburžani. Dunajski dvor je od njega med drugim zahteval vrnitev kraljevih posesti, s čimer se Zapolja seveda ni strinjal. Drugi razlog bi lahko bile dvorne spletke, zaradi katerih se je v beneških krogih govorilo, da je Zapolja sklenil tajni sporazum s Sulejmanom I. o sabotiranju in nesodelovanju v borbi proti Osmanom.

## Vladanje
Po smrti Ludvika II. Jagela v bitki pri Mohaču je bil na zasedanju v Székesfehérvárju 5. novembra 1526 za novega kralja izvoljen Ivan Zapolja in kronan kot Ivan I. (madžarsko: I. János). 
Manj kot mesec dni kasneje je druga vladajoča struja na skupščini v Pozsonyju (Bratislava) za kralja izvolila Ferdinanda I. Njegova izvolitev je na Ogrskem povzročila stanje, ki je mejilo na državljanjsko vojno. Plemiči so iz koristoljubja stalno menjavali strani, tako da je nastal kaos, ki je popolnoma destabiliziral in izčrpal do takrat gospodarsko močno državo. Ferdinanda so podpirale češke, nemške in španske vladarske družine, zato se je moral Zapolja, če se je hotel obdržati na oblasti, obrniti proti vzhodu, se pravi proti Osmanskemu cesarstvu. Osmani so mu dali oblast nad delom Ogrske, ki so ga osvojili po bitki pri Mohaču, in ga priznali kot ogrskega kralja. Pogoje je seveda določala Visoka porta. 
Ogrsko plemstvo je v tem nemirnem času iskalo neko trajno rešitev. Dolgotrajna pogajanja, da bi ponovno združili državo, niso rodila useha. Prvi napredek je bil dosežen šele konec leta 1538, ko so se dogovorili za status quo in medsebojno priznali oba vladarja pod pogojem, da po Zapoljevi smrti oblast preide na Jagelone. 
Zapolja se je naslednje leto poročil z Izabelo Jagelo in dobil sina, bodočega kralja Ivana II. Žigmunda Zapolja (madžarsko: János Zsigmond). Dva tedna po sinovem rojsvu je Ivan I. Zapolja umrl. Nemiri v državi so se nadaljevali tudi po njegovi smrti in osmanski osvojitvi Budima, leta 1541 pa je Ogrska razpadla na tri dele: osmansko Ogrsko, habsburško Ogrsko in Transilvanijo. 